# Rhizophora
- Commons
- Wikispecies

Rhizophora L. é um género botânico pertencente à família Rhizophoraceae.

## Sinonímia
- Mangium Rumph. ex Scop.

## Espécies
| - Rhizophora annamalayana - Rhizophora apiculata - Rhizophora harrisonii - Rhizophora lamarckii - Rhizophora mangle | - Rhizophora mucronata - Rhizophora racemosa - Rhizophora samoensis - Rhizophora stylosa |

- Lista completa

## Classificação do gênero
| Sistema | Classificação                       | Referência               |
| ------- | ----------------------------------- | ------------------------ |
| Linné   | Classe Dodecandria, ordem Monogynia | Species plantarum (1753) |